# Straßenradsport-Weltmeisterschaften 1950
Die Straßenradsport-Weltmeisterschaften 1950 fanden am 19. und 20. August im belgischen Moorslede statt. 

## Renngeschehen
Für Amateure und Profis war eine 87 Kilometer lange Schleife vorgesehen, die bis in die Ardennen führte. Ihr schloss sich ein elf Kilometer langer Rundkurs an. Die Amateure hatten 175 Kilometer zu absolvieren. Sie befuhren die Schleife einmal und den Rundkurs achtmal. Die Rennstrecke der Berufsfahrer betrug 284 Kilometer. Sie hatten die Schleife zweimal zu bewältigen und durchfuhren den Rundkurs elfmal. 
Bei den Amateuren siegte mit dem 23 Jahre alten Australier Jack Hoobin zum ersten Mal ein Nichteuropäer. Der Olympiasiebte von 1948 benötigte zum Sieg ein Durchschnittstempo von 38,9 km/h. 
Der 30-jährige Weltmeister von 1948 Albéric Schotte aus Belgien wurde auch 1950 wieder Weltmeister der Berufsfahrer. Er absolvierte die WM-Strecke mit 36,3 km/h und fuhr auf dem abschließenden Rundkurs bis zum Ziel einen Vorsprung von einer Minute vor dem Niederländer Theofiel Middelkamp heraus. Dritter wurde der Vorjahreszweite Ferdy Kübler aus der Schweiz. Von den 40 gestarteten Profis erreichten nur 12 Fahrer das Ziel. 
Obwohl drei Monate vor der Weltmeisterschaft der 1948 wiedergegründete Bund Deutscher Radfahrer in den internationalen Radsport-Verband UCI aufgenommen worden war, beteiligte sich der BDR noch nicht an den Rad-Weltmeisterschaften 1950. 

## Ergebnisse
| Profis (284 km) | Profis (284 km)     | Profis (284 km) | Profis (284 km) |
| Platz           | Athlet              | Land            | Zeit            |
| --------------- | ------------------- | --------------- | --------------- |
| 1               | Albéric Schotte     | BEL             | 7:49:54 h       |
| 2               | Theofiel Middelkamp | NED             | + 1:01 min      |
| 3               | Ferdy Kübler        | SUI             | + 1:48 min      |
| 4.              | Gerrit Schulte      | NED             | + 1:48 min      |
| 5.              | Louison Bobet       | FRA             | + 1:48 min      |
| 6.              | Albert Ramon        | BEL             | + 1:48 min      |
| 7.              | Stan Ockers         | BEL             | + 1:48 min      |
| 8.              | Émile Idée          | FRA             | + 4:16 min      |
| 9.              | Wim van Est         | NED             | + 9:56 min      |
| 10.             | Willy Kemp          | LUX             | + 9:56 min      |
| 11.             | Valère Ollivier     | BEL             | + 9:56 min      |
| 12.             | Antonin Rolland     | FRA             | + 9:56 min      |

| Amateure (175 km) | Amateure (175 km) | Amateure (175 km) | Amateure (175 km) |
| Platz             | Athlet            | Land              | Zeit              |
| ----------------- | ----------------- | ----------------- | ----------------- |
| 1                 | Jack Hoobin       | AUS               | 4:29:24 h         |
| 2                 | Robert Varnajo    | FRA               | unbekannt         |
| 3                 | Alfo Ferrari      | ITA               | unbekannt         |